# Ace Hood
Ace Hood, de son vrai nom Antoine McColister, né le 11 mai 1988 à Port Sainte-Lucie, en Floride, est un rappeur américain. Il est signé au label de DJ Khaled We the Best Music Group et est ancien membre des labels Def Jam Recordings et Cash Money Records. Sa chanson Top of the World, extrait de son premier album Gutta, est incluse dans le jeu de simulation NBA 2K10, ainsi que Bugatti en Featuring avec Future et Rick Ross qui elle est présente dans NBA 2K16. Il compte au total quatre albums, les deux derniers en date s'intitulant Blood, Sweat and Tears et Trials and Tribulations.

## Biographie

### Débuts
McColister déménage avec sa mère à Deerfield Beach près de Miami. Après avoir été blessé lors d'un match de football, le rap devient son obsession et il passe toutes ses journées à rapper. À l'âge de 17 ans, il enregistre son premier son et fait quelques street singles, avec par exemple, en 2006, M.O.E: Money Over Everything. L'année suivante, en novembre, Ace rencontre DJ Khaled dans les locaux de la radio locale 99 Jamz. Quelques semaines plus tard, DJ Khaled signe Ace sur son label à l'âge de 19 ans et devient le premier artiste de We The Best Music puis obtient une distribution Def Jam quelques semaines plus tard.

### Période We The Best (2008–2011)

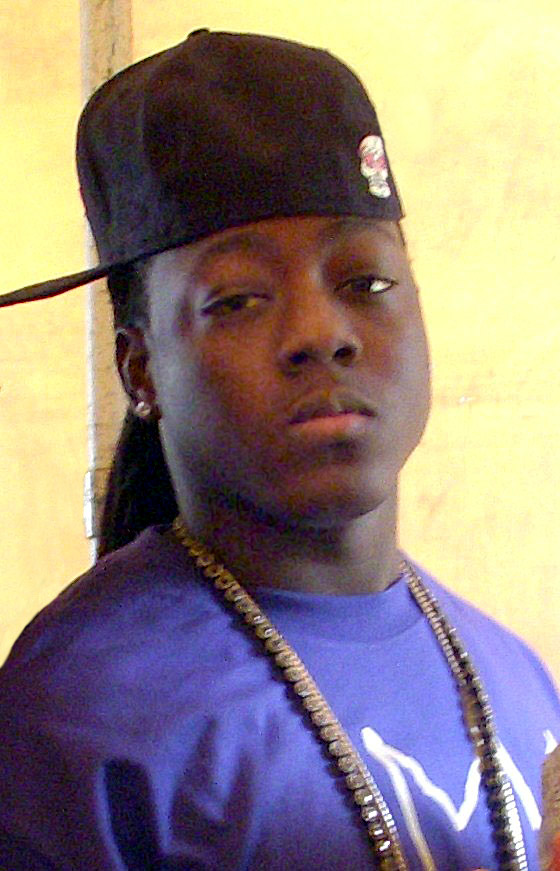
Ace Hood au Yardfest de la Howard University, en 2008.

Avec le producteur Cash Flow, et en featuring Rick Ross et T-Pain, il enregistre ses premiers sons durant l'année 2008 et remporte un grand succès sur les radios de Floride. Après quelques mixtapes et apparitions, il sort son premier album, Gutta, le 18 novembre 2008. Ace Hood apparaît sur le titre Out Here Grindin, aux côtés de rappeurs confirmés tels que Lil Wayne et Rick Ross, extrait de l'album We Global de DJ Khaled, ce qui lui permet d'accéder enfin à une notoriété nationale. Il devient alors le protégé de DJ Khaled. En 2009, Ace Hood publie son deuxième opus Ruthless, avec notamment pour invités Birdman, Rick Ross ou encore Ludacris.
En 2011, Ace Hood sort son troisième album Blood, Sweat and Tears. Le premier single est Hustle Hard. Ce morceau devient un tube national et le single le mieux vendu du rappeur. Un remix officiel présent sur l'album sera même réalisé avec Rick Ross et Lil Wayne. Toujours en 2011, Hood emporte un BET Award pour le son remix du titre Hustle Hard avec DJ Khaled, Rick Ross et Lil Wayne.

### Période avec YMCMB (depuis 2012)
Au début de l'année 2012, des rumeurs affirment que DJ Khaled et tout le label We The Best est en passe de fusionner avec le label de Birdman et Lil Wayne YMCMB. Les rumeurs s’avèrent exactes et en mai 2012 tous les artistes du label de DJ Khaled rejoignent les rangs de Cash Money. Ace Hood multiplie les apparitions sur des projets d'autres artistes, notamment aux côtés de Jadakiss, Game et Meek Mill.
En 2013, Hood prévoit de faire participer Lil Wayne et Kendrick Lamar à son prochain nouvel album. Le 6 mai 2013, Ace publie le remix de la chanson Bugatti en featuring avec DJ Khaled, Future, Meek Mill, T.I., Wiz Khalifa, Birdman, French Montana et 2 Chainz. Le 5 juin 2013, Ace Hood publie le deuxième single de l'album, We Outchea en featuring avec Lil Wayne. Le 26 juin 2013, d'autres participants sont révélés : Meek Mill, Anthony Hamilton, Chris Brown et Betty Wright. Son premier album chez We The Best/Cash Money, Trials and Tribulations est publié le 16 juillet 2013.
Ace Hood commence l'année avec la publication de la mixtape Starvation 3 le 17 janvier 2014. Le projet inclut les rappeurs Vado, Mavado, Betty Wright et Kevin Cossom. La production de la mixtape est notamment effectuée par Cool and Dre, The Renegades, StreetRunner, et The Beat Bully. Depuis, il effectue de nombreux freestyles, et publie le troisième opus de sa série Body Bag. Body Bag 3 est publié le 29 août. Deux mois plus tard, Hood s'allie avec Rich Homie Quan pour un single intitulé We Don't.

## Discographie

### Albums studio
- 2008 : Gutta[12]
- 2009 : Ruthless[13]
- 2011 : Blood, Sweat and Tears
- 2013 : Trials & Tribulations
- 2020 : Mr Hood
- 2022 : M.I.N.D. (Memories Inside Never Die)
- 2023 : B.O.D.Y.
- 2025 : S.O.U.L.

### Mixtapes
- 2008 : Ace Won't Fold
- 2008 : All Bets on Ace
- 2009 : The Preview
- 2009 : Final Warning
- 2009 : Street Certified
- 2009 : The Statement
- 2010 : I Do It...For the Sport
- 2011 : Sex Chronicles
- 2011 : Body Bag
- 2011 : The Statement 2
- 2012 : Starvation
- 2012 : Body Bag Vol. 2
- 2012 : Same Dream (avec Meek Mill)
- 2013 : Starvation 2
- 2014 : Starvation 3
- 2014 : Body Bag 3
- 2015 : Starvation 4
- 2016 : Starvation 5
- 2016 : Body Bag 4
- 2017 : Trust The Process
- 2018 : Trust The Process 2 - Undefeated
- 2019 : Body Bag 5
- 2023 : Body Bag 6

### Singles
- 2008 : Cash Flow (feat. T-Pain and Rick Ross)
- 2008 : Ride (feat. Trey Songz)
- 2008 : Gutta (feat. Trick Daddy)
- 2009 : I'm Me (Freestyle)
- 2009 : Overtime (feat. Akon and T-Pain)
- 2009 : Champion (feat. Jazmine Sullivan et Rick Ross)
- 2009 : Get Money (feat. Rick Ross)
- 2010 : Hustle Hard
- 2011 : Hustle Hard Remix (feat. Rick Ross et Lil Wayne)
- 2011 : Go N Get It
- 2011 : Go N Get It Remix (feat. Beanie Sigel, Busta Rhymes, Pusha T et Styles P)
- 2011 : Body 2 Body (feat. Chris Brown)
- 2012 : A Hustler's Prayer
- 2012 : December 31st
- 2013 : Bugatti (feat. Future & Rick Ross)
- 2013 : Bugatti (Remix) (feat. Wiz Khalifa, T.I., Meek Mill, French Montana, 2 Chainz, Future, DJ Khaled et Birdman)
- 2013 : We Outchea (feat. Lil Wayne)
- 2013 : We Them Niggas

### Singles en featuring
- 2008 : Out Here Grindin de DJ Khaled (avec Rick Ross, Akon, Plies, Trick Daddy, Lil Boosie et Ace Hood)
- 2011 : Welcome to My Hood Remix de DJ Khaled (Feat. Ludacris, Busta Rhymes, T-Pain, Mavado, Twista, Birdman, Fat Joe, Jadakiss, Bun B, Game et Waka Flocka)
- 2011 : BET Cypher 2011 #6 (de Chris Brown, Kevin McCall, Tyga et Ace Hood)